# Atmosphère de la Lune
L'atmosphère de la Lune est extrêmement ténue et même insignifiante en comparaison de celle de la Terre. Sa densité n'excède pas le cent millionième de celle de la Terre, au niveau de la mer. En pratique, la Lune peut quasiment toujours être considérée comme entourée par le vide.

## Origines
L'une des sources de l'atmosphère lunaire est le dégazage : la libération de gaz tel que le radon et l'hélium qui proviennent de la radioactivité de la croûte et du manteau lunaire. Une autre importante source est le bombardement de la surface lunaire par des micrométéorites, le vent solaire, et le rayonnement solaire dans un processus appelé pulvérisation cathodique. Les gaz libérés par pulvérisation cathodique peuvent :
- être ré-absorbés dans le régolithe en subissant la gravitation de la Lune ;
- être perdus dans l'espace soit sous l'effet de la pression de radiation, soit, si les gaz sont ionisés, être emportés dans le champ magnétique suivant le vent solaire.

## Composition
Les éléments sodium (Na) et potassium (K) ont été détectés en utilisant les méthodes spectrométriques, là où les isotopes radon 222 et polonium 210 avaient été inférés selon les données obtenues par spectromètre de particule alpha de la mission Lunar Prospector. De l'argon 40, de l'hélium 4, de l'oxygène et/ou du méthane (CH4), du diazote (N2) et/ou du monoxyde de carbone (CO), et du dioxyde de carbone (CO2) furent détectés par des détecteurs placés par les astronautes des missions Apollo.
Les quantités diurnes moyennes d'éléments présents dans l'atmosphère lunaire, en atomes par centimètre cube, sont :
- Argon : 40 000
- Hélium : 2000-40000
- Sodium : 70
- Potassium : 17
- Hydrogène : moins de 17

Cela correspond à un total d'environ 80 000 atomes par centimètre cube, quantité marginalement supérieure à celle postulée dans l'atmosphère de Mercure. Bien qu'excédant largement la densité du vent solaire, qui est limitée à quelques protons par centimètre cube, cela reste virtuellement un vide en comparaison de l'atmosphère terrestre.
En effet, la Lune est souvent considérée comme dépourvue d'atmosphère, car elle n'absorbe pas de quantité mesurable de radiations, elle ne se décompose pas en couches et ne circule pas à la surface de la Lune. Elle nécessite une constante reconstitution de son contenu étant donné le taux élevé de dissipation (échappement) de ses atomes dans l'espace (le vent solaire et la pulvérisation cathodique ne sont pas les sources primaires de l'atmosphère terrestre, ni d'aucune atmosphère stable connue à ce jour).
La Lune pourrait aussi avoir une « atmosphère » ténue de poussière en lévitation électrostatique.

## Ancienne atmosphère
En octobre 2017, des scientifiques du Marshall Space Flight Center de la NASA et du Lunar and Planetary Institute de Houston ont annoncé, sur la base d'études des échantillons de magma lunaire récupérés par les missions Apollo, que la Lune possédait autrefois une atmosphère relativement épaisse pendant une période de 70 millions d'années il y a entre 3 et 4 milliards d'années. Cette atmosphère, issue des gaz éjectés des éruptions volcaniques lunaires, était deux fois plus épaisse que celle de Mars actuellement. Elle faisait apparaître un ciel jaunâtre en raison de la présence de soufre. Il a été théorisé que cette ancienne atmosphère aurait pu soutenir la vie, bien qu'aucune preuve de vie n'ait été trouvée. L'ancienne atmosphère lunaire a finalement été arrachée par les vents solaires et s'est dissipée dans l'espace.

## Sources